# Šaban Šaulić
Šaban Šaulić, född 6 september 1951 i Šabac i Serbien (i forna Jugoslavien), död 17 februari 2019 i Bielefeld i Tyskland, var en bosniakisk serbisk folkmusiker, populär över hela Balkan. 
Han släppte sitt debutalbum 1969 när han bara var 18 år gammal. När han var 17 hade två kompositörer, Budimir Buca Jovanović och Veroljub Jovanović, skrivit texten och gjort musiken till hans första singel, "Dajte mi utjehu". Han har hittills släppt över 20 album.
Šaban Šaulic hade bosniska rötter då hans mor kom från Bosnien och Hercegovina. Han hade tre barn med sin fru Gordana: Sanela, Ilduza (Ilda) och Mihajlo. Ilda Šaulić var en professionell tennisspelare men följer nu i sin fars fotspår som sångerska.
Den 17 februari 2019 omkom Šaulić i en bilolycka i Bielefeld i Tyskland.